# Svevn
Svevn — третий студийный альбом норвежской группы Gåte. Альбом был выпущен 2 ноября 2018 года.

## Об альбоме
Первый студийный альбом группы за четырнадцать лет, после Iselilja в 2004 года. 7 из 10 композиций альбома написаны норвежским поэтом и скрипачом Кнутом Буэном. 

## Отзывы критиков
Альбом получил смешанные отзывы.
| Оценки критиков | Оценки критиков |
| Источник        | Оценка          |
| --------------- | --------------- |
| VG              | [ 2 ]           |
| Dagbladet       | [ 1 ]           |
| Adresseavisen   | [ 3 ]           |
| Bergens Tidende | [ 4 ]           |

## Список композиций
| №                   | Название             | Длительность |
| ------------------- | -------------------- | ------------ |
| 1.                  | «Kom no disjka»      | 3:39         |
| 2.                  | «Bannlyst»           | 3:31         |
| 3.                  | «Tonen»              | 4:23         |
| 4.                  | «Åsmund Frægdegjæva» | 7:46         |
| 5.                  | «Isdalskvinnen»      | 3:42         |
| 6.                  | «Fanitullen»         | 4:32         |
| 7.                  | «Horpa»              | 3:37         |
| 8.                  | «Svevn»              | 7:29         |
| 9.                  | «Draumeslagjè»       | 3:48         |
| 10.                 | «Alvorsleiken»       | 4:02         |
| Общая длительность: | Общая длительность:  | 46:32        |

## Участники записи
Gåte
- Гуннхильда Сундли - вокалистка, автор песен
- Свейнунг Сундли — скрипка, клавиши, вокал, автор песен
- Магнус Робот Бёрмарк — гитары, автор песен, продюсер, техник
- Йон Эвен Шерер — ударные, автор песен
- Матс Паулсен - бас, автор

Технический персонал
- Ронни Янссен — производство
- Кристер Андре Седерберг — сведение
- Мортен Лунд — мастеринг
- Ховард Лёвнес — обложка альбома
- Магнус Ракенг — дизайн обложки альбома
- Терье Педерсен - A&R

## Чарты
| Чарт (2018)         | Наивысшая позиция position |
| ------------------- | -------------------------- |
| Норвегия (VG-lista) | 11                         |